# Judo en los XXI Juegos Centroamericanos y del Caribe
Se detallan los resultados de las competiciones deportivas para la especialidad de judo
en los XXI Juegos Centroamericanos y del Caribe.

## Yudo
El campeón de la especialidad yudo fue  Puerto Rico.

### Medallero
Los resultados del medallero por información de la Organización de los Juegos Mayagüez 2010
fueron:

#### Medallero Total
País anfitrión en negrilla. La tabla se encuentra ordenada por la cantidad de medallas de oro.
| Núm.  | País                 | Oro | Plata | Bronce | Total | Orden por Total |
| ----- | -------------------- | --- | ----- | ------ | ----- | --------------- |
| 1     | Puerto Rico          | 7   | 3     | 5      | 15    | 2               |
| 2     | Venezuela            | 5   | 4     | 9      | 18    | 1               |
| 3     | Colombia             | 4   | 1     | 5      | 10    | 5               |
| 4     | México               | 3   | 5     | 5      | 13    | 3               |
| 5     | República Dominicana | 1   | 4     | 8      | 13    | 3               |
| 6     | Guatemala            | 0   | 1     | 3      | 4     | 6               |
| 7     | El Salvador          | 0   | 1     | 2      | 3     | 7               |
| 8     | Haití                | 0   | 1     | 1      | 2     | 8               |
| 9     | Costa Rica           | 0   | 0     | 2      | 2     | 8               |
| TOTAL | TOTAL                | 20  | 20    | 40     | 80    |                 |

Fuente: Organización de los XXI Juegos Centroamericanos y del Caribe

#### Medallero por Género
País anfitrión en negrilla. La tabla se encuentra ordenada por la cantidad de medallas de oro.
| Clasificación por Oro | País                 | Hombres | Hombres | Hombres | Hombres | Mujeres | Mujeres | Mujeres | Mujeres | TOTAL | Clasificación por Total |
| Clasificación por Oro | País                 |         |         |         | Total   |         |         |         | Total   | TOTAL | Clasificación por Total |
| 1                     | Puerto Rico          | 3       | 2       | 5       | 10      | 4       | 1       | 0       | 5       | 15    | 2                       |
| 2                     | Venezuela            | 4       | 2       | 4       | 10      | 1       | 2       | 5       | 8       | 18    | 1                       |
| 3                     | Colombia             | 1       | 1       | 1       | 3       | 3       | 0       | 4       | 7       | 10    | 5                       |
| 4                     | México               | 2       | 2       | 2       | 6       | 1       | 3       | 3       | 7       | 13    | 3                       |
| 5                     | República Dominicana | 0       | 3       | 5       | 8       | 1       | 1       | 3       | 5       | 13    | 3                       |
| 6                     | Guatemala            | 0       | 0       | 0       | 0       | 0       | 1       | 3       | 4       | 4     | 6                       |
| 7                     | El Salvador          | 0       | 0       | 2       | 2       | 0       | 1       | 0       | 1       | 3     | 7                       |
| 8                     | Haití                | 0       | 0       | 0       | 0       | 0       | 1       | 1       | 2       | 2     | 8                       |
| 9                     | Costa Rica           | 0       | 0       | 1       | 1       | 0       | 0       | 1       | 1       | 2     | 8                       |
| TOTAL                 | TOTAL                | 10      | 10      | 20      | 40      | 10      | 10      | 20      | 40      | 80    |                         |

Fuente: Organización de los XXI Juegos Centroamericanos y del Caribe

### Múltiples Ganadores
El tablero de multimedallas para la de los XXI Juegos Centroamericanos y del Caribe Mayagüez 2010 
presenta a los deportistas destacados que conquistaron más de una medalla en las competiciones de yudo realizadas en Mayagüez, Puerto Rico.
Fuente: 
Organización de los XXI Juegos Centroamericanos y del Caribe Mayagüez 2010. 
| Clasificación del País | Clasificación del Total | Deportista         | País        | Disciplina |   |   |   | Total |
| 1                      | 72                      | Melissa Mojica     | Puerto Rico | Yudo       | 2 | 1 | 0 | 3     |
| 2                      | 95                      | Javier Guedez      | Venezuela   | Yudo       | 2 | 0 | 0 | 2     |
| 2                      | 95                      | Mervin Rodríguez   | Venezuela   | Yudo       | 2 | 0 | 0 | 2     |
| 2                      | 95                      | Ricardo Valderrama | Venezuela   | Yudo       | 2 | 0 | 0 | 2     |
| 5                      | 156                     | Ramón E. Flores    | México      | Yudo       | 1 | 1 | 1 | 3     |
| 6                      | 174                     | Ysis Barreto       | Venezuela   | Yudo       | 1 | 1 | 0 | 2     |
| 6                      | 174                     | Jessica García     | Puerto Rico | Yudo       | 1 | 1 | 0 | 2     |
| 6                      | 174                     | María Pérez        | Puerto Rico | Yudo       | 1 | 1 | 0 | 2     |
| 6                      | 174                     | Keivy Pinto        | Venezuela   | Yudo       | 1 | 1 | 0 | 2     |
| 10                     | 220                     | Geovanna Blanco    | Venezuela   | Yudo       | 1 | 0 | 2 | 3     |
| 10                     | 220                     | José Camacho       | Venezuela   | Yudo       | 1 | 0 | 2 | 3     |
| 10                     | 220                     | Carlos Santiago    | Puerto Rico | Yudo       | 1 | 0 | 2 | 3     |